# Habitatges al carrer Frederic Casas (Sant Joan Despí)
Els habitatges al carrer Frederic Casas formen un conjunt arquitectònic de Sant Joan Despí (Baix Llobregat) inclòs en l'Inventari del Patrimoni Arquitectònic de Catalunya.

## Descripció
El carrer gairebé tot edificat per Josep Maria Jujol, i se'n conserva la banda dreta. Els número 8 i 10 foren projectats com una sola casa i va ser convertida en dues. És exempta de decoració, si bé en el projecte se'n preveia alguna. L'estructura es conserva intacta. Hi ha també la casa unifamiliar que correspon al número 4, de planta quadrada amb jardí lateral i una tribuna. La façana està decorada amb esgrafiats.

## Història
A l'altra banda del carrer les cases que hi havia també varen ser projectades per Jujol i, enderrocades. Algunes s'han convertit en blocs d'habitatges plurifamiliars de recent construcció, o bé en cases unifamiliars també de nova planta.
En el moment en què Jujol urbanitzava el carrer, s'anomenava carrer del Dr. Robert.